# Hermandad de San Juan (Écija)
La Pontificia, Ilustre y Muy Antigua Hermandad y Cofradía de Nuestro Padre Jesús Nazareno, Santa Cruz en Jerusalén, Mª Santísima de las Misericordias, San Juan Evangelista y San Francisco de Écija es una Hermandad católica de penitencia, de la ciudad sevillana de Écija. Conocida popularmente como La Hermandad de San Juan, esta Hermandad tiene su sede en la Iglesia de San Juan. Hace estación de penitencia durante la Madrugá del Viernes Santo, procesionando con dos pasos, el primero es el de Nuestro Padre Jesús Nazareno y el segundo el de María Santísima de las Misericordias.

## Historia

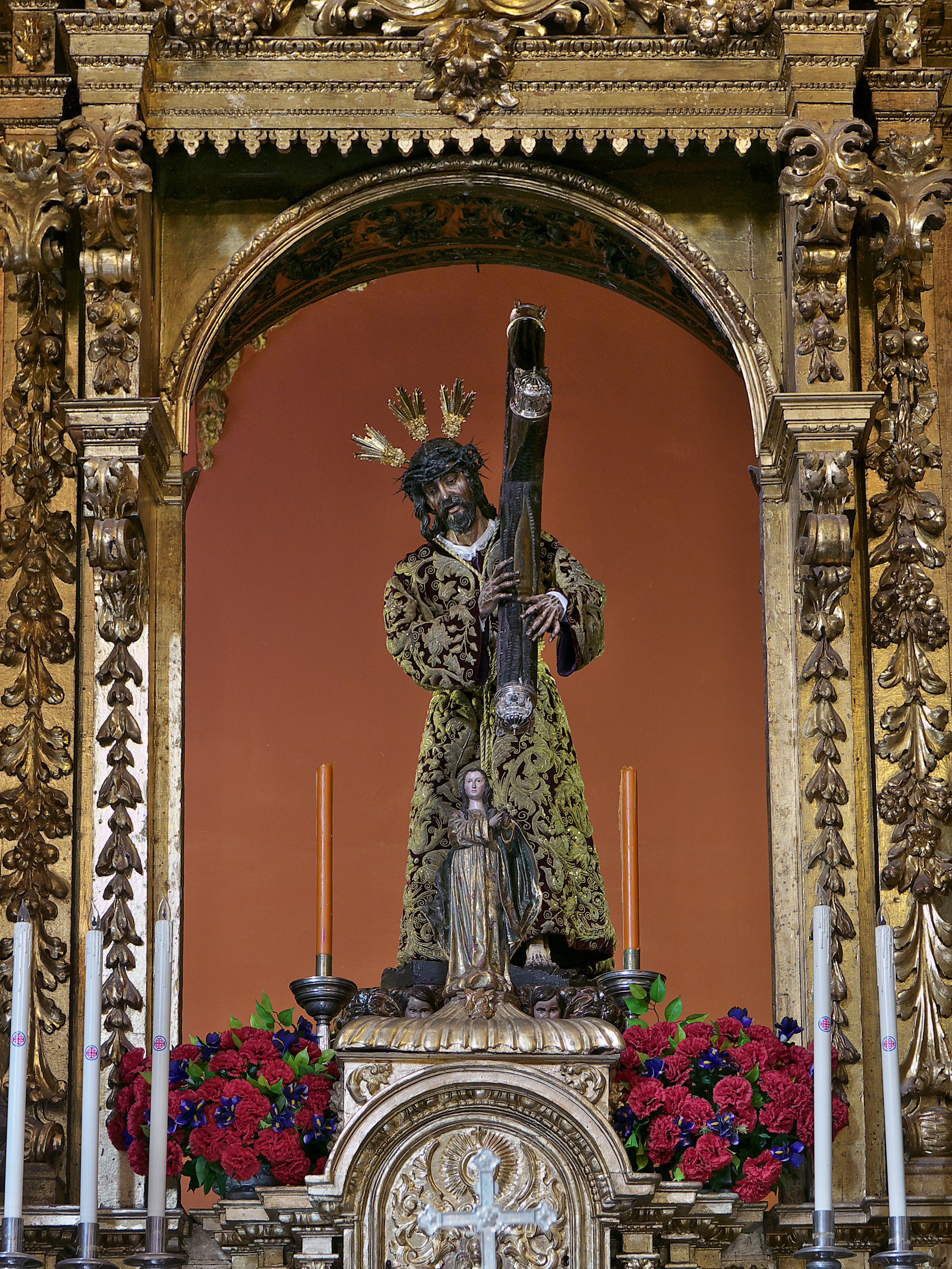
Nuestro Padre Jesús Nazareno

El 6 de marzo de 1582 fue aprobada canónicamente las reglas de la hermandad siendo su fundador Juan de Santa María. Dedicándose a rendir culto a la Santa Cruz de Jerusalén.
En 1592, ante la deficiente situación hospitalaria de la ciudad, se agregaron capítulos nuevos a la Regla primitiva, relacionados con la curación y el cuidado de los pobres enfermos vecinos de Écija.
Según las Reglas aprobadas de 1582, la hermandad estaba regida por una junta de oficiales. Esta junta de gobierno era renovada cada año mediante elecciones celebradas el Día de Reyes
El acceso a la cofradía era libre para hombres y mujeres, prohibiéndose expresamente la entrada de negros y mulatos:
no porque todos no seamos cristianos, mas por evitar murmuración de algunas perzonas y porque la mayor parte de ellos no es gente acogida a razón...;
Los clérigos también podían pertenecer a la cofradía, aunque no tenían que abonar la cuota de hermano, estandos obligados a asistir las funciones litúrgicas de la Hermandad.
La Hermandad tenía obligación de celebrar un cabildo anual el domingo de Lázaro, para el que se construía un altar con una cruz y un plato o demanda de limosnas, para atender los gastos de salida del Viernes Santo. Pese a estas indicaciones fijadas por la Regla de 1582, los cabildos se celebraban cada Domingo de Ramos en el coro o en la sacristía de la parroquia de San Juan pero, a partir de 1685, se produjeron en la recién ampliada capilla.En estas además de elegir al cabildo o rendir cuentas también se elegían a los hermanos orquilleros que sería los encargados de llevar las andas del Nazareno.
Una de las grandes celebraciones de la hermandad tenía lugar el día de la Santa Cruz, en el mes de mayo; junto con la procesión anual de Semana Santa, eran las festividades más relevantes. Para estas grandes solemnidades, la hermandad engalanaba e iluminaba su capilla, contrataba músicos, traía predicadores afamados y costeaba luminarias en la torre de la parroquia y fuegos artificiales.
La carencia de bienes inmuebles o rentas, obligó a la hermandad a financiarse principalmente de limosnas; que eran obtenidas en las funciones y en la demanda pública que los hermanos estaban obligados a realizar, para alimentar a los hermanos y pobres de la parroquia. La atención de estos estaba atendida por el llamado albacea de ánimas.
En el siglo XVII, la hermandad comienza a ganar prestigio y consigue su agregación a dos importantes cofradías de la ciudad de Roma.
Durante el siglo XVIII un crecimiento notable en la fama y prestigio de la hermandad provoca un aumento del número de cofrades, la presencia de importantes miembros de la nobleza local en sus cargos de gobierno, permitió a la hermandad agrandar su capilla en la parroquia de San Juan Bautista, mejorar sus enseres; como la que encargó en 1734 a Juan Bautista de Pareja, maestro ebanista de Andújar, una hermosa cruz de carey y plata, que fue vendida en 1967 a la hermandad sevillana de Nuestro Padre Jesús de las Penas, de la iglesia de San Vicente.Con la invasión napoleónica y en las primeras décadas del siglo XIX se aprecia un declinar que terminó por disolverse, reorganizándose en 1891.
Ya en el siglo XX la hermandad experimenta un segundo intento de recuperación. En las primeras décadas efectuó su estación de penitencia de forma intermitente el Domingo de Ramos o el Viernes Santo. En 1928 fija su salida en la Madrugada de Viernes Santo a las 2 de la mañana, al año siguiente repitió horario, no así en 1930 y 1931, años en los que la salida se fija en torno a las 10 de la noche del Jueves Santo. Tras la Guerra Civil, la Cofradía empieza a salir el Martes Santo a las 11 de la noche, incluso en 1946, por llover el Martes Santo, decidió salir el Jueves Santo a las 12 de la noche. Ya en los 50 la Hermandad empieza a salir a las 12 de la noche, consolidándose entonces la denominación como Cofradía del Silencio o El Silencio de San Juan. Llegó el año 1957, y se dieron dos circunstancias, después de 20 años la Hermandad del Abrazado a la Cruz (Silencio de Santa Cruz) vuelve a salir y la Hermandad del Nazareno pospone su salida a las 5 de la mañana. Entre los años 2018 y 2022, el Cabildo General decidió cambiar el horario de salida a las 00:30 horas de la madrugá del Viernes Santo. En el año 2023, tras otro Cabildo General se decide salir a las 07:00 de la mañana.

## Reseña artística
- La imagen de Jesús Nazareno es obra de Alonso de la Plaza en 1593,[3] restaurado entre 1958 y 1960 por Francisco Buiza y Joaquín Ojeda.
- María Santísima de las Misericordias y San Juan Evangelista son obras de Ricardo Comas, en 1968 y 1973 respectivamente.

## Marchas dedicadas
- Reina Madre de las Misericordias (Jacinto Manuel Rojas Guisado)
- Misericordias (Manuel Hidalgo Martín)
- Nuestra Señora de las Misericordias (Rafael Campuzano Asencio)

## Túnicas
Negra con cola recogida en el fajín de esparto, antifaz negro con la cruz de Jerusalén en rojo. Sandalias negras y calcetines negros.

## Paso por Carrera Oficial
| Predecesor: El Silencio (Viernes Santo), La Madrugá | Orden de entrada en Carrera Oficial (Viernes Santo), La Madrugá 2° lugar | Sucesor: Sin Soga (Viernes Santo) |

## Curiosidades
- María Santísima de las Misericordias es la única Dolorosa ecijana acompañada por San Juan Evangelista en su paso de palio.
- El manto que luce la Virgen lo adquirió a la Hermandad de los Negritos.
- Es la tercera Dolorosa que posee la Hermandad. Su antigua advocación (mantenida hasta principios del siglo XX) era "Virgen de los Dolores".[4]
- Entre 2002 y 2006, la Hermandad recibió culto en la Parroquia de Santa María, por obras en su sede. Los titulares de la Cofradía se situaron en un altar provisional montado al efecto delante de la puerta que da al Arco de Santa María.
- Se le considera como la Hermandad ecijana que más veces ha sorprendido la lluvia, y no por ello ha cancelado su estación de penitencia, por lo que se renombra como "La más valiente" por siempre arriesgar a realizar salida procesional.
- La Hermandad regaló un azulejo a las Hermanas de la Cruz para su fachada del Convento en 1998 por el tiempo que permanecían en Écija y su gran labor. Es muy destacado y emotivo el paso de la cofradía por el Convento.
- El 3 de abril de 1999, Sábado Santo, Nuestro Padre Jesús Nazareno participó en el Santo Entierro Magno con motivo de la llegada del Tercer Milenio. Para la ocasión lució su maravillosa túnica bordada y claveles rojos.
- Con motivo del IV Centenario del voto Concepcionista en la Ciudad de Écija, el 11 de octubre se programa una Magna Procesión Mariana, en la cual, María Santísima de las Misericordias realizaría su procesión sin San Juan Evangelista y saliendo por la tarde.